# Tōsandō

Provinzen (nach den Teilungen von Mutsu und Dewa in der Meiji-Restauration), die Teil von Tosandō waren

Tōsandō (japanisch 東山道, wörtlich „östlicher Berggau“ oder „östliche Bergregion“) ist eine japanische geographische Bezeichnung, die sowohl die historische Verwaltungseinheit, als auch die gleichnamige Fernstraße, die durch diese Region verlief, beschreibt.  Die Verwaltungseinheit war Teil des Gokischichidō-Systems.  Sie verlief entlang der japanischen Alpen bis in den Norden Tōhōkus auf Honschu.
Tōsandō bestand aus den acht historischen Provinzen:
- Ōmi
- Mino
- Hida
- Shinano
- Kōzuke
- Shimotsuke
- Mutsu
- und Dewa.

Vor 771 gehörte auch die Provinz Musashi zu Tōsandō.